# Ратови звезда: Епизода III — Освета сита
Ратови звезда — епизода III: Освета сита (енгл. Star Wars Episode III: Revenge of the Sith) је научнофантастични филм из 2005. године који је написао и режирао Џорџ Лукас. То је шести филм у саги Ратова звезда, али трећи по хронологији догађаја.
Радња филма је смештена три године након почетка Ратова клонова у којима су племенити џедај витезови предводили велику Војску клонова у многим биткама против сепаратиста широм галаксије. Након киднаповања канцелара Палпатина, џедај учитељ Оби-Ван Кеноби добија дужност да елиминише злог генерала Гривуса. Ред џедаја не одобрава све јаче пријатељство канцелара и џедај витеза Анакина Скајвокера које постаје опасно по самог Анакина. Када се хиљадугодишња завера реда Сита о владавини галаксијом открије, судбина Анакина Скајвокера, реда џедаја и целе галаксије виси о концу.
Филм је премијерно приказан 19. маја 2005. године и имао је, генерално, добре критике, поготово у поређењу са претходне две епизоде. Процењује се да зарада остварена у 2.900 поноћних пројекција у САД након премијере износи 16,5 милиона долара. Укупно, Освета сита је зарадила рекордних 50 милиона долара првог дана приказивања. Филм је приказан у 115 држава. Широм света зарада је достигла 848.797.674 долара, чиме је Освета сита постала 12. филм са највећом зарадом уопште, а други у 2005. години (иза филма Хари Потер и ватрени пехар).

## Радња
У овој епизоди се затвара круг, и прича звезданих ратова постаје потпуна. Рат постаје све извеснији и стварнији. Анакин се све више приближава мрачној сили...
Уводни титлови филма говоре да је галаксија у рату. За време Битке за Корусант, генерал Гривус, другокомандујући сепаратиста, отима канцелара Палпатина. Витез џедај Анакин Скајвокер и учитељ џедај Оби-Ван Кеноби полазе у спасилачку мисију. Спасавајући канцелара, убијају Грофа Дукуа, али витезове џедаје при покушају бекства хвата Гривус и одводи на командни мост. Анакин и Оби-Ван успевају да се ослободе, али Гривус бежи и оставља их у тешко оштећеном броду који Анакин успева да спусти на једну од писти планете Корусант. После повратка, Анакин среће своју жену, Падме Амидалу, која му саопштава да је трудна. Упркос Падминој забринутости због њиховог тајног брака, Анакин је пресрећан кад чује вест и њих двоје праве планове за подизање детета. Међутим, Анакина муче визије Падме која умире на порођају, визије сличне онима које је имао о својој мајци пред њену смрт. Касније, Оби-Ван насамо говори Анакину да Савет џедаја жели од њега да шпијунира канцелара јер верују да је корумпиран. Анакин је увређен понудом јер је канцелар његов покровитељ. Као канцеларов телохранитељ, Анакин полако гради присне односе са Палпатином, који вешто манипулише Анакином наводећи га да изгуби поверење у џедаје. У једном разговору, Палпатин тврди да познаје моћ која спречава смрт. То заинтригира Анакина, који је спреман да учини све како би спречио поновно остваривање својих визија.
Оби-Ван бива послат на Утапау, где се суочава са Гривусом и убија га. У међувремену, на Корусанту, Палпатин открива Анакину да је он Сит лорд Дарт Сидијус, који контролише и Републику и сепаратистички покрет. Анакин на то упозорава Савет Џедаја. Мејс Винду и остали чланови Савета џедаја одлазе код канцелара са намером да га приведу, али Сидијус убија већину чланова и упушта се у дуел светлосним сабљама са Виндуом. Анакин долази у моменту када Винду хоће да убије Сидијуса и спречава га, јер верује да Сидијус зна једини начин да спаси његову жену. Сидијус то користи да убије Виндуа грмљавином Силе. Сидијус узима Анакина за свог Сит ученика и даје му име Дарт Вејдер. Затим му наређује да побије све џедаје у храму џедаја, а затим оде на Мустафар и побије вође сепаратиста. Палпатин, Наредбом 66, наређује војницима-клоновима широм галаксије да се окрену против џедаја. Многи џедаји су побијени, међутим, Јода и Оби-Ван преживљавају. Дарт Вејдер започиње убијање у храму џедаја, а затим одлази код Падме и говори јој да су џедаји покушали да преузму власт, затим одлази на Мустафар, где убија вође сепаратиста. Сенатор Бејл Органа спасава Оби-Вана и Јоду и одводи их у храм џедаја пре него што крене у Сенат. У Сенату, Палпатин обавештава сенаторе о завери џедаја против Републике. Као одговор, најављује да ће Република бити реорганизована у Галактичку империју. У храму џедаја, Оби-Ван и Јода измењују сигнал да упозорава џедаје да се клоне Корусанта. Оби-Ван прегледа сигурносне снимке и види Вејдера како испуњава Сидијусова наређења. Иако одбија у почетку, на крају пристаје да пронађе и убије Вејдера. Оби-Ван одлази код Падме, која одбија да му поверује да је Анакин прешао на Тамну Страну. Када Падме крене за Мустафар, Оби-Ван тајно креће са њом.
По доласку на Мустафар, Падме моли Вејдера да напусти јавни живот са њом, али он одбија, верујући да може да збаци Палпатина и да ће њих двоје заједно владати галаксијом. Када угледа Оби-Вана како излази из Падминог брода, Вејдер помисли да га је Падме издала и онесвести Падме гушећи је Силом. Оби-Ван и Вејдер започињу дуел светлосним сабљама који их одводи из постројења на незаштићена подручја вулканске планете. На крају, Оби-Ван добија предност вишег терена, и када Вејдер покуша да га нападне одсеца му обе ноге и леву руку у два брза потеза. Вејдер пада на насип на ивици лаве; хвата га ватра и задобија скоро смртне опекотине и озбиљну повреду плућа. Оби-Ван напушта Мустафар са тешко повређеном Падме и Анакиновом светлосном сабљом. Касније, Дарт Сидијус пристиже на Мустафар и спашава Вејдера са ивице смрти.
Падме добија медицински третман, и иако је физички здрава, њена жеља за животом је нестала и она умире. Међутим, медицински дроиди успевају да спасе њену децу; она доноси на свет близанце, дечака и девојчицу. Пре него што умре, Падме им даје имена Лук и Леја и куне се Оби-Вану да још увек има добра у Анакину. На Корусанту, Вејдерови изгорели удови и повређени делови тела се замењују протезама и имплантима. Вејдера смештају у пуно црно оклопно одело које је запечаћено маском за дисање која ће му омогућити да преживи повреде које је задобио. Када Вејдер упита Императора Палпатина о Падме, он му одговара да је, понесен својим бесом, Вејдер сам убио Падме. Вејдер испушта крик пун беса којим уништава дроиде и опрему у околини док га Сидијус гледа са злочиначким осмехом. На Тантиву 4, Оби-Ван, Јода и Бејл Органа се договарају да Вејдерова деца буду раздвојена и сакривена, а Оби-Ван и Јода ће их надгледати и чекати док не дође време да Скајвокерова деца испуне своју улогу у борби против Сита. Леју усваја Бејл Органа и одводи на Алдеран, док Лука одводе на Татуин да живи са својим стрицом Овеном и стрином Беру Ларс. Филм се завршава сценом у којој Овен и Беру држе Лука док гледају залазак двоструког сунца на Татуину.

## Улоге
- Јуан Макгрегор као Оби-Ван Кеноби. Оби-Ван је генерал Галактичке Републике и, као Џедај мајстор, члан Савета Џедаја. Често путује и извршава задатке са својим бившим учеником-падаваном, Анакином Скајвокером.
- Хејден Кристенсен као Анакин Скајвокер. Анакин је одскора Џедај витез, бивши Оби-Ванов ученик. Међутим, пошто сазна за трудноћу своје жене, почињу га прогањати визије у којима она умире на порођају. Пошто су му се сличне визије јављале пред смрт његове мајке, заклиње се да ће урадити све што је могуће да би то спречио.
- Натали Портман као Падме Амидала. Падме је Анакинова тајна жена; однедавно је трудна. Као сенатор планете Набу пажљиво прати све већу моћ коју добија Врховни канцелар.
- Ијан Макдермид као Палпатин. Као канцелар Галактичке Републике, Палпатин је започео Ратове Клонова против сепаратиста. Као резултат тога, Сенат му је изгласао ванредна права и све више и више гласа за њега. Савету Џедаја се ово не допада и почињу да сумњају у њега. Такође, Палпатин једино верује Анакину Скајвокеру, коме је незванични ментор.
- Френк Оз као глас Јоде. Мудри стари вођа Савета Џедаја, Јода је стар скоро 900 година. Он је пријатељ и ментор многих Џедаја. Одиграва важну улогу у бици за Кашиик.
- Самјуел Л. Џексон ка Мејс Винду. Винду је Џедај Мастер и члан Савета Џедаја. Такође је и Џедај генерал у Ратовима Клонова.
- Метју Вуд као глас Генерала Гривуса. Гривус је зли генерал армије дроида. Организовао је киднаповања Палпатина. Одговара само Дарт Тиранусу и свом господару Дарт Сидијусу.
- Џими Смитс као Бејл Органа. Органа је сенатор у Галактичкој Републици и пријатељ Џедаја којег брину све већа Канцеларова овлашћења.
- Ентони Данијелс као Ц-3ПО. Ц-3ПО је лични дроид Падме Амидале.
- Кени Бејкер као Р2-Д2. Р2-Д2 је Анакинов дроид-механичар који путује са њим на његове мисије.
- Темура Морисон као Командант Коди и остали војници-клонови. Коди и војници-клонови су део Републичке армије. У филму Напад Клонова се сазнаје да су они клонови ловца на уцене Џанга Фета.
- Кристофер Ли као Гроф Дуку. Дуку је познат и као Дарт Тиранус. Он је Сит ученик Дарт Сидијуса, вође Сепаратиста, и Гривусов старешина с којим киднапуеу Палпатина.
- Питер Мејхју као Чубака. Чубака је Вуки, Јодин пријатељ с којим се бори у бици за Кашиик.
- Џејмс Ерл Џонс као глас обученог Дарт Вејдера.

## Продукција
Џорџ Лукас је још 1973. написао синопсис Звезданих ратова; касније је изјавио да је у то време није потпуно разрадио причу, већ само главне места у радњи. Своје белешке о Епизоди 3 је претворио у сценарио 2003. и 2004. и притом дозволио драматургу Тому Стопарду да напише сценарио и дотера дијалоге. За време снимања филма, велики број фанова је на Интернету нагађао поднаслов филма; предлози су били "Успон Империје" (енгл. Rise of the Empire), "Гмижући страх" (енгл. The Creeping Fear) (који је био и најављен као поднаслов на званичном сајту 1. априла 2004) и "Рођење Империје" (енгл. Birth of the Empire). На крају је и "Освета сита" постао „спекулисани назив“ који је Џорџ Лукас касније потврдио.
Када им је најранији нацрт сценарија био уручен, одсек за дизајн се бацио на посао. За амбијент Кашиика, дизајнерско одељење је инспирацију потражило у "Божићном специјалу Звезданих ратова". Наредних месеци, Лукас је одобрио стотине скица дизајна који ће се појавити у филму. Касније је изнова писао читаве сцене и акционе секвенце како би одговарали изабраном дизајну. Скице дизајна су онда послате на „превизуелизацију“ где су претворене у покретне ЦГИ верзије - „аниматике“. Лукас је са монтажером Беном Бертом прегледао све сцене имајући увид у њих пре него што су и снимљене. Превизуелизоване сцене су приказивале основни ЦГИ амбијент са исто тако необрађеним ЦГИ ликовима који изводе сцену (обично акциону секвенцу). Стивену Спилбергу је такође учествовао у изради и превизуелизацији неких акционих секвенци. Касније је одсек за превизуелизацију и дизајн послао сцене одсеку за продукцију чиме је „филм изведен из фазе концепта“.
За то време, глумци Хејден Кристенсен и Јуан Макгрегор су са координатором акробација Ником Гилардом интензивно увежбавали завршни двобој светлосним сабљама. Као и у претходна два филма, све битке светлосним сабљама у којима су учествовали Оби-Ван и Анакин су изводили сами глумци без дублера. Као резултат месеца вежбања, њихов двобој је сниман у реалној брзини, без дигиталног убрзавања. Међутим, у неким секвенцама поједини кадрови су избачени како би се привидно убрзали поједини ударци.
Иако је прва сцена (последња у филму) била снимљена за време снимања Напада клонова, главно снимање је трајало од 30. јуна до 17. септембра 2004. Комплетан филм је снимљен у „Фоксовим“ студијима у Сиднеју, иако су позадинске слике снимљене касније како би се уклопиле у филм. Између осталих, то су биле кречњачке планине планете Кашиик, које су снимљене у Тајланду (касније су биле оштећене при земљотресу и цунамију у Индијском океану 2003. године). Продукцијска кућа је имала среће да снима у исто време када је вулкан Етна у Италији прорадио. Сниматељске екипе су снимале ерупцију из више углова, а ти снимци су касније коришћени за дочаравање амбијента планете Мустафар.
Освета сита је први (и једини) филм Звезданих ратова у коме је и Анакина Скајвокера и Дарта Вејдера играо исти глумац. По речима Хејдена Кристенсена, првобитно је било планирано да неки „висок момак“ обуче Вејдеров костим. Али, потом је Џорџ Лукас одлучио да се Вејдеров костим прилагоди Кристенсеновој висини. Ипак, Кристенсен, који је висок 185 cm (за разлику од Дејвида Прауса, Дарта Вејдера из претходних филмова, високог 2 метра), морао је да гледа кроз отвор за уста на кациги.
Код снимања кључних сцена Лукас је често користио „А и Б камеру“, односно "V технику“, технику снимања исте сцене са две или више камера истовремено како би се добили снимци исте сцене из неколико углова. Захваљујући ХД техници коришћеној при снимању филма филмаџије су могле да снимке одмах пошаљу на монтажу, за што би требало и 24 сата да су сцене снимане на класичној филмској траци. Снимци планете Мустафар слати су монтажеру Роберту Бартону који је у Сиднеју монтирао завршни двобој. Сви остали снимци су слати главном монтажеру Бену Берту на Скајвокер ранчу у Калифорнији.
Одсек за постпродукцију радио је од почетка снимања филма па све до неколико недеља премијеру филма 2005. године. Специјални ефекти су прављени у свим форматима, од модела, преко ЦГИ снимака до практичних ефеката да би се касније ти ефекти убацили у већ снимљене сцене. Све то трајало је скоро две године. Освета сита је светски рекордер по броју специјалних ефеката у једном филму: 2.151 кадар.
Само за снимак снимак двобоја на Мустафару ангажовано је 910 људи и потрошен укупно 70.441 радни сат. Филм је имао буџет од 113 милиона долара, што је највећи буџет ако се пореде само прва три филма серијала.

## Реакција
Реакција критике на овај филм је била веома позитивна, поготово у односу на прошла два филма. Неки критичари сматрају да је Освета сита најбољи међу прва три филма, док други мисле да је то најбољи филм „Звезданих ратова“ после Империја узвраћа ударац. Такође, од стране критике је добро прихваћено и Макдајармидово играње Палпатина. Међутим, неки критичари сматрају да је филм „раме уз раме“ са Фантомском претњом и Нападом клонова.
Највећи део негативних критика су добили дијалози у филму, посебно за романтичне сцене. Критичари тврде да је ово демонстрирало Лукасову слабост у писању дијалога, што је и сам Лукас потврдио при добијању Награде за животно дело Америчког Филмског Института. Друге негативне критике су укључивале теме помињане и у прошла два филма, као што су „дрвенаста“ глума и претерано коришћење рачунарских специјалних ефеката. Често се помиње и да филм садржи већи број „рупа у причи“, мада се та тема више дискутује међу фановима.
Добра индикација опште прихваћености филма је и његова оцена од 7.9 (од 21. фебруара 2007) на веб страни ИМДБа, где су претходна два филма добили оцене 6,3 (Фантомска претња) и 6,9 (Напад Клонова). Ранији „Ратови звезда“ су добили оцене 8,7 (Нова Нада и Империја Узвраћа Ударац) и 8,1 (Повратак џедаја) и тако доспели редом на 12. 9. и 108. место на листи 250 најбољих филмова.

### Награде
Иако је најгледанији у новој трилогији, Освета сита има најмање номинација за награде (укупно 35 категорија, у односу на Фантомску Претњу - 55 и Напад Клонова - 38 категорија).
Освета сита је једини филм "Звезданих ратова" који који није био номинован за Оскара за специјалне ефекте, мада је номинован за Оскара за најбољу шминку.

## Појављивања
Џорџ Лукас се појављује у сцени Корусантске Опере као биће плаве боје по имену Барон Папаноида (може се видети ван Палпатин ове ложе). То је једино Лукасово појављивање у филмовима Звезданих ратова. Такође, у филму се појављује и његово троје деце: његов син, Џет, као млади џедај-ученик по имену Зет Јукаса који бива убијен док брани Храм Џедаја од клонова; његова ћерка, Амида, као лик по имену Тер Танил, која може да се види на холограму обезбеђења; његова друга ћерка Кејти као ванземаљац плаве боје по имену Чи Иквеј, коју видимо кад Палпатин стиже у Сенат након што га Џедаји спасу и док прича са Бароном Папаноидом у Опери.
Када Анакин, Оби-Ван и Палпатин стигну шатлом у Сенат након што су се срушили на Корусант, Миленијумски Соко се види како слеће на једну од платформи ниже од шатла.
Иако није право „скривено појављивање“, потврђено је да је Тарфулово режање које се чује у сцени у којој Јода напушта Кашиик заправо Ичијево режање из Празничног специјала Звезданих ратова.
Такође, велики број људи из филмске екипе се појављују у филму. Ник Гилард, координатор акробација, игра Џедаја по имену Цин Дралиг (Cin Drallig), што је анаграм његовог имена на енглеском, Nick Gillard, само без слова к) У филму се појављују и Џереми Булок (који је играо Бобу Фета у оригиналној трилогији), који је позајмио глас капетану Колону, пилоту "Тантина IV". Лука и Леју Скајвокер, који се виде као бебе на крају филма, обоје глуми Аидан Бартон, син уређивача филма.

### Обрисане улоге и сцене
Сцене у којима група сенатора, укључујући младу Мон Мотму, планирају да створе савез који има за циљ да спречи Канцелара да стекне још већу моћ, је обрисана из филма како би се прича усредсредила на Анакина. У ранијим нацртима сценарија постојала је улога десетогодишњег Хана Солоа, али ниједна сцена везана за ту улогу није снимљена. Сцена у којој Јода стиже на планету Дегоба и започиње свој самоизабрани егзил је такође исечена. Такође, исечене су и неке сцене „Наредбе 66".
Џорџ Лукас је раније обећао да ће Епизода 3 разјаснити мистерију брисања планете Камино из Џедајских архива из Ратова Клонова. Међутим, објашњење се налази, уместо у филму, у роману Лавиринт Зла. Лукас је то урадио да би се прича филма фокусирала на Анакинову причу.